# Autumn Records
Autumn Records was een Amerikaans platenlabel uit de jaren zestig, dat popmuziek uitbracht. 
Het label bracht voornamelijk singles uit, waaronder enkele top 20-hits van de rockgroep The Beau Brummels ("Laugh, Laugh" en "Just a Little"). Andere musici en groepen die op het label uitkwamen, waren onder meer de groep The Great Society (de voorloper van Jefferson Airplane, de groep met zangeres Grace Slick nam voor het sublabel North Beach de eerste versie op van "Somebody to Love" op), Psyrcle (een voorloper van Neil Youngs groep Crazy Horse), The Tikis (later verdoopt in Harpers Bizarre), The Mojo Men, The Vejtables en Bobby Freeman. Bij het label werkte Sly Stone als producer. Ook bracht Stone in 1965 zelf een single op het label uit ("Buttermilk"). Naast North Beach had het in San Francisco gevestigde Autumn Records ook nog het sublabel Loma Records.
Midden jaren zestig kwam het label door een veranderde smaak van het publiek en het beleid van de grote platenmaatschappijen (die ook psychedlische bands gingen contracteren en aanprijzen) in financiële problemen. Het label had in 1966 dan ook geen geld om groepen als Grateful Dead en The Charlatans te contracteren. De platencontracten werden verkocht aan de Warner Music Group, waarna veel groepen van Autumn hun platen bij Warner of Reprise uitbrachten. De Autumncatalogus werd verkocht aan Vault Records, waarvan de eigenaar later medeoprichter werd van JAS Records. Dit label bracht midden jaren zeventig Autumnmateriaal opnieuw uit.